# Xian de Mianchi
Le xian de Mianchi (渑池县 ; pinyin : Miǎnchí Xiàn) est un district administratif de la province du Henan en Chine. Il est placé sous la juridiction de la ville-préfecture de Sanmenxia.

## Démographie
La population du district était de 326 131 habitants en 1999.